# Guggenthal
Guggenthal ist ein Ort in der Osterhorngruppe der Nordalpen im Land Salzburg, nahe der Stadt Salzburg, und Ortschaft der Gemeinde Koppl im Bezirk Salzburg-Umgebung.

## Geographie
Die Rotte Guggenthal liegt 5 Kilometer Luftlinie ostwärts des Salzburger Stadtzentrums, 1 km außerhalb der Stadtgrenze bei Gnigl, seitab an der B 158 Wolfgangsee Straße (Grazer Bundesstraße), gleich nach den Radauerkurven, dem Serpenentinenanstieg in Obergnigl, auf etwa 610–640 m ü. A. Seehöhe. Hier zweigt die L 108 Gaisberg Landesstraße auf den Gaisberg (Gipfel 1287 m ü. A., 2 km südöstlich des Ortes) ab, Guggenthal sind die ersten Häuser entlang der Straße. Östliche des Orts erhebt sich der Nockstein (1042 m ü. A.), ein auffallender Felssporn am Gaisberg. Die Talung ist die des Alterbachs, der Gaisberg und Heuberg (901 m ü. A.) trennt und dann bei Salzburg-Itzling der Salzach zufließt.
Die Ortschaft Guggenthal  umfasst etwas über 100 Gebäude mit 510 Einwohnern.
Der Ort selbst gliedert sich in die Häuser an der Bundesstraße beim Gasthof Lang (Guggenthal), stadteinwärts Guggenthal-Kühberg (Kohlhub) an der Stadtgrenze, und Gut Guggenthal oberhalb.
Zum Ortschaftsgebiet gehört auch der Weiler Gniglerbauern Richtung Koppl.

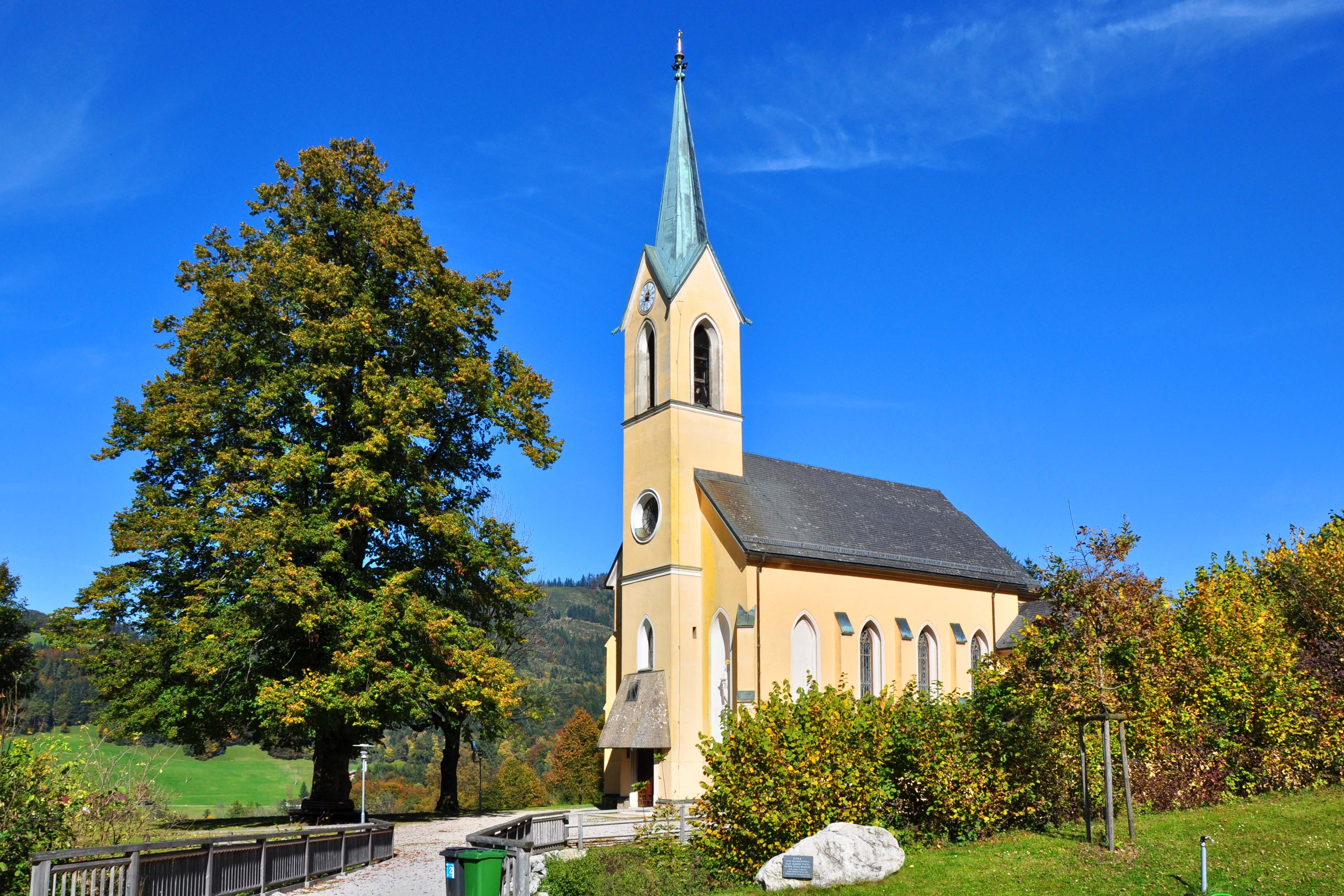
Filialkirche Guggenthal

Nachbarortschaften bzw. Stadtteile und -orte
| Gruber                                          | Heuberg (Stt., Gem. Salzburg u. Ortsch., Gem. Koppl) Gruberfeldsiedlung | Koppl (Ortsch.) Gniglerbauern |
| Gnigl (Stt., Gem. Salzburg)                     | Kompassrose, die auf Nachbargemeinden zeigt                             | Weißbach Winkl (Ortsch.)      |
| Kühberg (Gem. Salzburg)Gersberg (Gem. Salzburg) | Gaisberg (Stt., Gem. Salzburg)                                          |                               |

## Geschichte

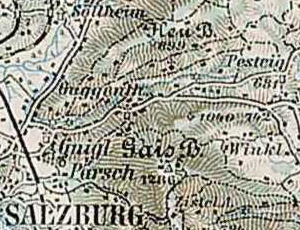
„Guggenth.“ Franzisco-Josephinische Landesaufnahme, Blatt 31-48 Salzburg, um 1900

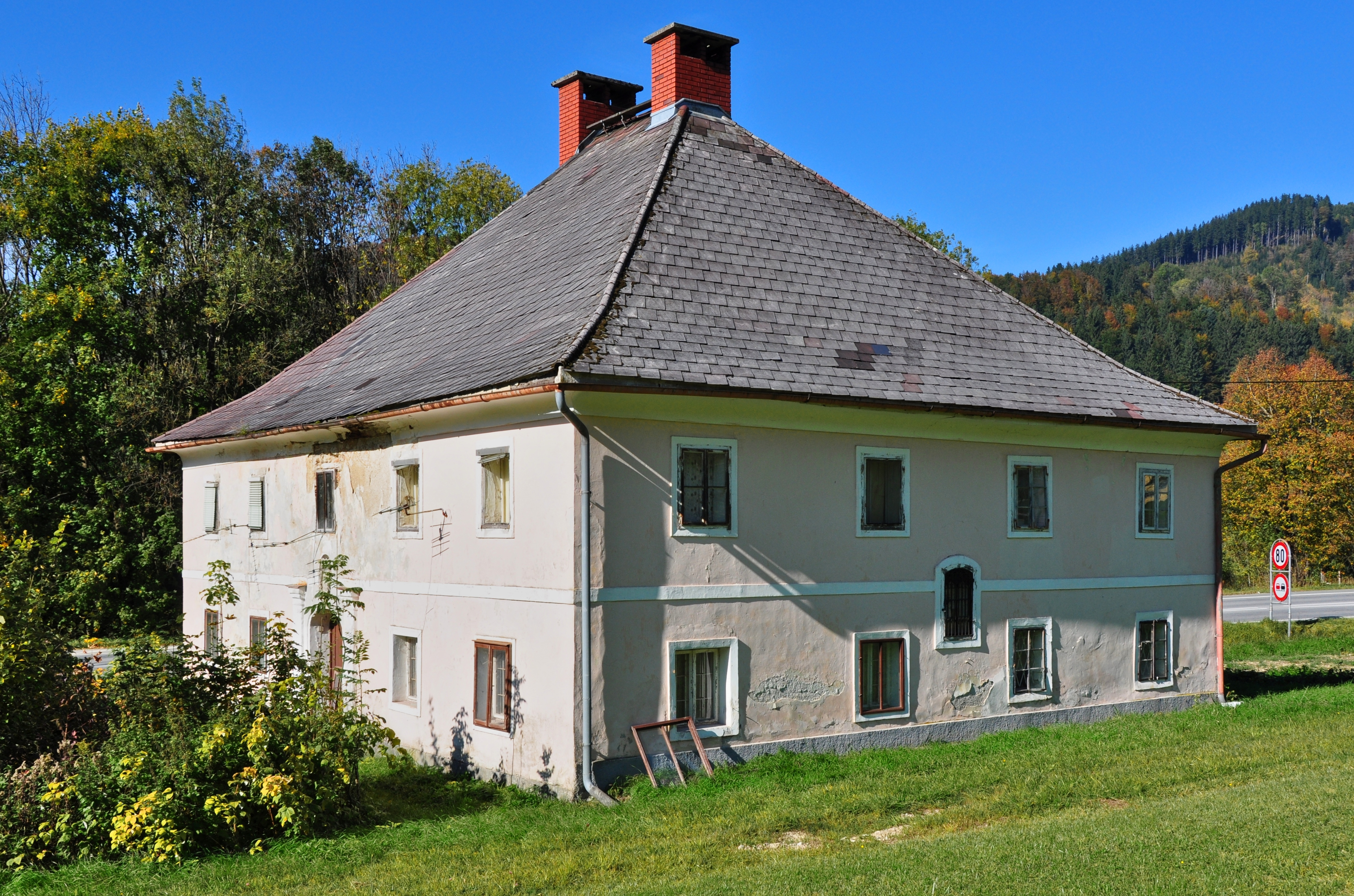
Schloss Guggenthal

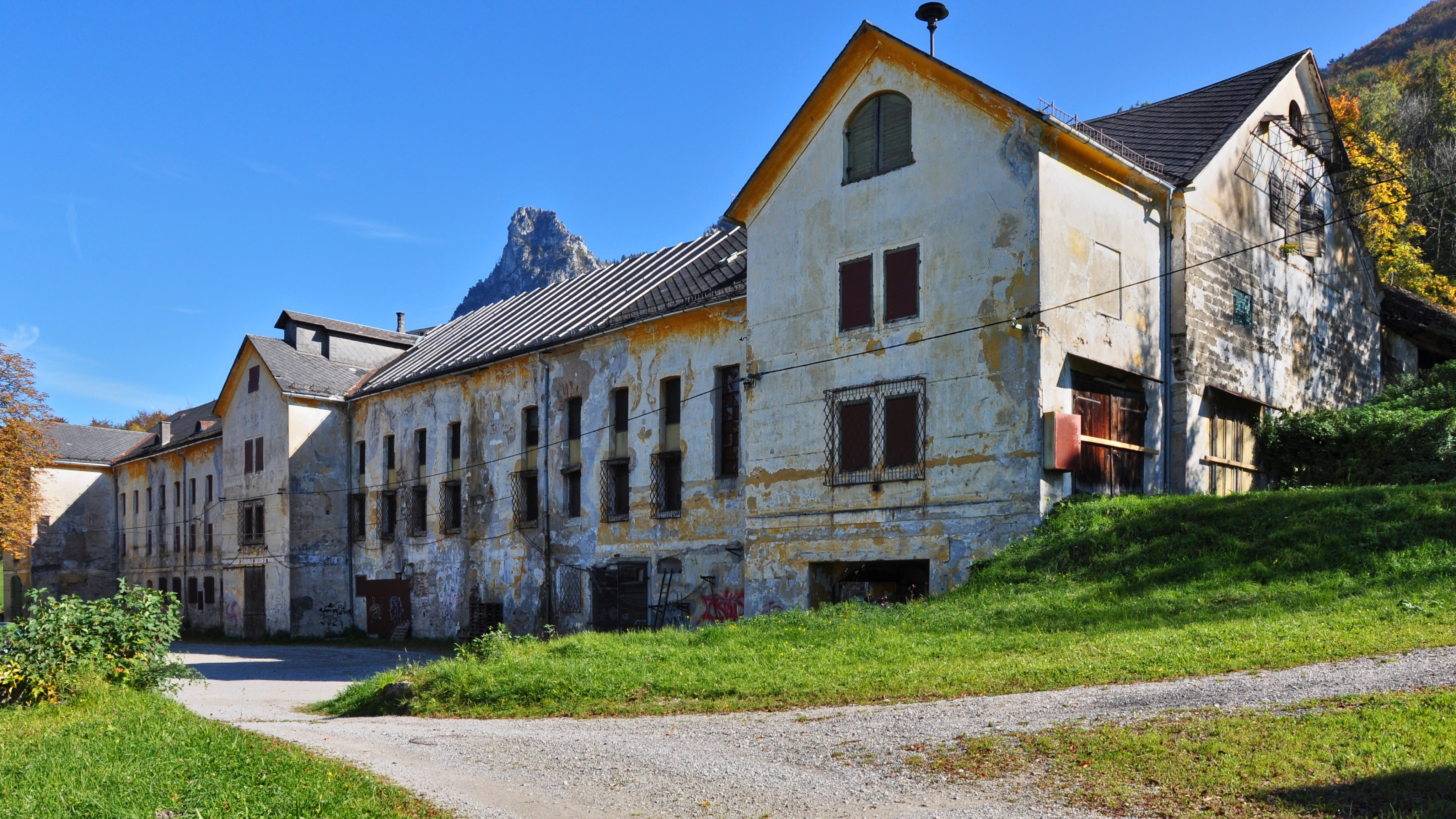
Wirtschaftsgebäude Gut Guggenthal

Die erste urkundliche Erwähnung des Gutes Guggenthal, das der Ortschaft seinen Namen gab, stammt aus dem Jahr 1272.

Eine Sage berichtet, ursprünglich glaubte man, dass am Gaisberg ein Drache haust und ins Tal schaut. Der Name lässt sich folgendermaßen ableiten: Gugg-en-thal zu „Guck ins Tal“. Man kam auf diese Idee, da oft breite Verwüstungen am Gaisberg (Umgefallene Bäume) stattgefunden haben. Das lässt sich aber auf die ungünstige Lage und Steilhänge des Gaisberges zurückführen.
Die Glaubwürdigkeit dieser „Sage“ ist umstritten, jedoch steht sie in der ältesten Aufzeichnung des Gemeindebuches und da keine anderen Theorien vorhanden sind wird diese Sage gerne als „wahren Ursprungs“ bezeichnet.
Schloss Guggenthal, als herrschaftlicher Ansitz, ist schon um 1588 erwähnt.

Im Jahr 1860 wurde das Anwesen vom Weingroßhändler und Realitätenbesitzer Georg Weickl und seiner Frau Else aus Salzburg erworben und zu einem gründerzeitlichem Industrieensemble, dem Gut Guggenthal erweitert. Zu den bereits bestehenden Wirtshausanwesen, Lindbichlhof und Hufschmidhaus kamen ab 1864 Bräuhaus, Villa, Kirche und Nebengebäude dazu. Für die Planung und Ausführung zeichnete der Baumeister und Architekt Valentin Ceconi mit seinem Bauunternehmen Valentin Ceconi & Sohn verantwortlich.
Der Ort Guggenthal gehörte ursprünglich zur selbstständigen Gemeinde Gnigl. Erst mit der Eingemeindung Gnigls in die Landeshauptstadt Salzburg im Jahr 1935 entschieden sich die Ortsbewohner mittels Abstimmung für den Anschluss an die Gemeinde Koppl. Bestrebungen den Ortsteil Guggenthal von Gnigl zu lösen gab es jedoch schon früher.

## Kultur und Sehenswürdigkeiten
Der alte Ortskern umfasst die Filialkirche Hl. Kreuz (und Hl. Elisabeth) sowie das Gut Guggenthal, eine heute leerstehende Brauerei mit Braugasthof, Moarhäusl (Stöckl zum Braugasthof), Villa Ceconi (Spießbraterei), Schmiedhäusl (Alte Schmiede, Hufschmiedhaus) sowie dem riesigen Brauereigebäude (Bankettzentrum). Das Brauereigebäude ist in den Morgenstunden des 24. Juni 2018 bis auf die Grundmauern niedergebrannt. Unten an der Landesstraße liegt das zugehörige Jagdschloss Guggenthal (das Gut war ursprünglich die Meierei des Herrensitzes).